# Đảo Man
Đảo Man (tiếng Anh: Isle of Man, /ˈmæn/; tiếng Man: Ellan Vannin [ˈɛlʲən ˈvanɪn]), cũng được gọi ngắn là Mann, là một trong ba Lãnh địa vương quyền của Hoàng gia Anh, nằm ở biển Ireland giữa đảo Anh và đảo Ireland. Quốc vương Charles III là nguyên thủ, đồng thời là lãnh chúa đảo Man (tiếng Anh: "Lord of Mann"). Quan hệ quốc tế và bảo vệ đảo Man do Chính phủ Anh lo liệu.

## Lịch sử
Hòn đảo này đã có người định cư từ trước năm 6500 trước công nguyên. Ảnh hưởng của văn hóa Gael bắt đầu vào thế kỷ thứ 5 và tiếng Man, một ngôn ngữ thuộc nhánh Goidel, xuất hiện. Năm 627, Edwin của Northumbria chinh phục đảo Man cùng với phần lớn Mercia. Thế kỷ thứ 9, người Norse lập ra Vương quốc Tiểu quần đảo. Magnus III, Vua của Na Uy, cũng là Vua Man và các Tiểu Quần đảo (King of Mann and the Isles) từ năm 1099 tới 1103.
Năm 1266, đảo Man trở thành một phần của Scotland nhờ Hiệp ước Perth, trước đó nó là một phần của Na Uy. Sau một thời kỳ được cai trị xen kẽ bởi những vị vua Scotland và Anh, hòn đảo được quản lý bởi Vương vị Anh năm 1399. Quyền quản lý được trao cho Vương vị Đảo Anh năm 1765, nhưng đảo Man chưa bao giờ là một phần Vương quốc Đảo Anh hay Vương quốc Liên hiệp Anh và Ireland, và hiện giữ tình trạng là lãnh thổ tự trị Thuộc địa Vương thất.

## Địa lý

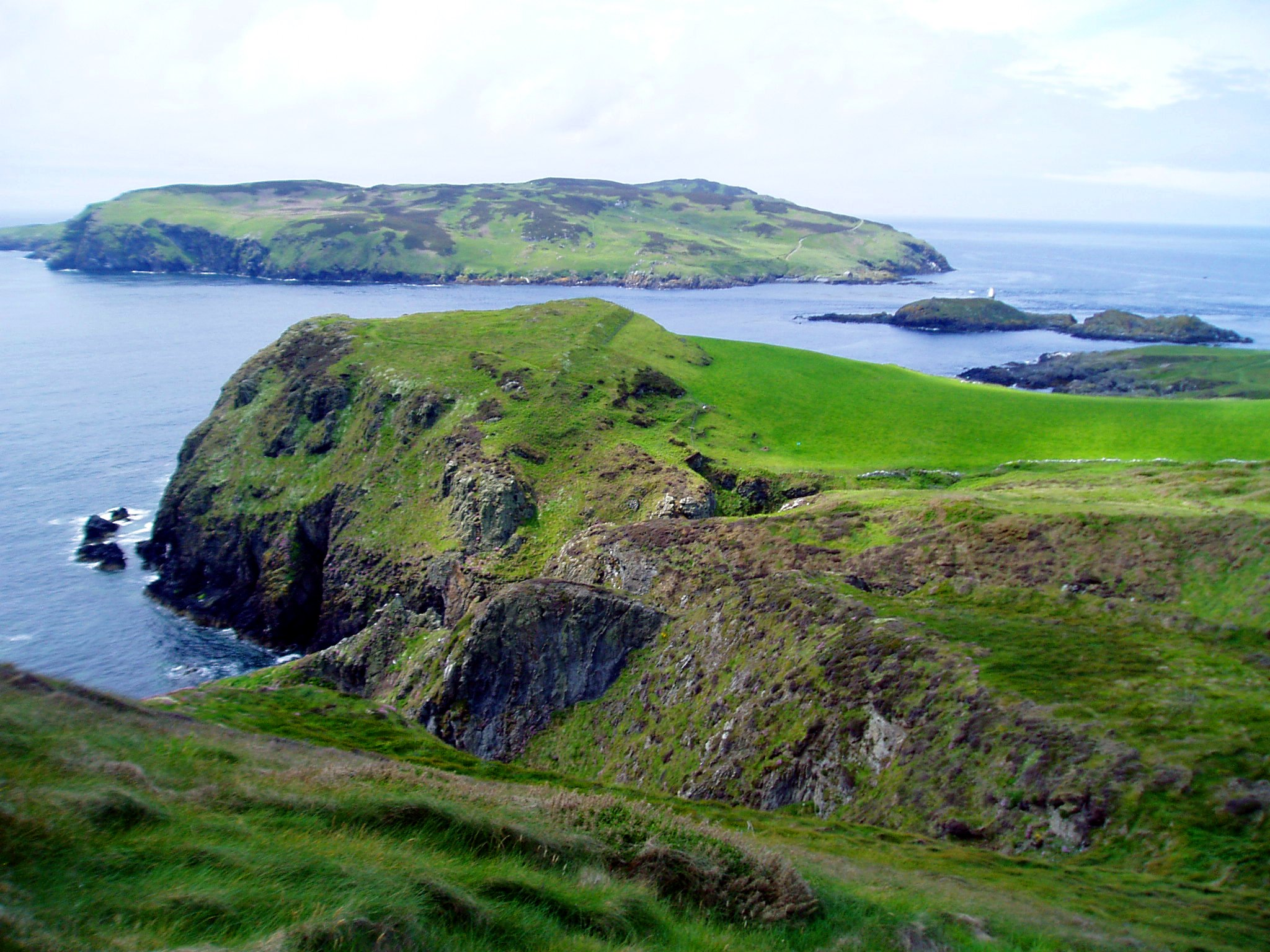
Calf of Man nhìn từ Cregneash

Đảo Man tọa lạc tại phía bắc của biển Ireland, gần như cách đều Anh, Bắc Ireland, Scotland (gần nhất), và Wales (xa nhất). Chiều dài đảo là 52 kilômét (32 mi) và rộng 22 kilômét (14 mi) tại điểm rộng nhất. Diện tích chừng 572 kilômét vuông (221 dặm vuông Anh). Trừ một đảo chính, về mặt chính trị đảo Man còn gồm những đảo nhỏ xung quanh: Calf of Man, Chicken Rock, đảo St Patrick và đảo St Michael. Hai đảo sau có đường để nối liền với đảo chính.
Một trung lũng trung tâm đảo xen giữa những dãy đồi phía bắc và nam. Có một bãi biển đá cuội trầm tích tại điểm cực bắc của đảo (Point of Ayre). Đảo Man có một ngọn núi cao hơn 600 mét (2.000 ft) là Snaefell với chiều cao 620 mét (2.034 ft). Người lớn tuổi nói rằng đứng ở đỉnh núi có thể thấy sáu vương quốc: Mann, Scotland, Anh, Ireland, Wales, và Thiên Đường. Một số người còn thêm một vương quốc thứ bảy, đó là vương quốc của Biển, hay Neptune.

Bản đồ đảo Man

Theo thống kê 2011, đảo Man có 84.497 người định cư, trong đó 27.938 sống tại thủ phủ Douglas và 9.273 tại ngôi làng Onchan kế cận. Dân số tăng 5,5% từ năm 2006 tới 2011. Về nơi sinh, những người sinh tại đảo chiếm số lượng đông nhất (48,1%), số sinh ở Vương quốc Liên hiệp đông thứ hai với 42,2% (35.9% từ Anh, 3,2% từ Scotland, 2% từ Bắc Ireland và 1,1% từ Wales), 1,9% từ Cộng hòa Ireland và 0.2% từ Quần đảo Eo Biển. 7,5% còn lại còn lại sinh ra ở những nơi khác, trong đó 2,4% từ các nước EU (ngoài Vương quốc Liên hiệp và Ireland). 1.823 người tự nhận rằng có hiểu biết về tiếng Man.

## Liên kết
1. ↑  "Island Facts". Isle of Man Public Services (www.gov.im). Bản gốc lưu trữ ngày 4 tháng 3 năm 2016. Truy cập ngày 15 tháng 1 năm 2016.Bản mẫu:Inconsistent citations
2. ↑  "Human Development Report 2010" (PDF). United Nations. tr. 143 ff. Truy cập ngày 21 tháng 4 năm 2011.
3. ↑  Magnus 3 Olavsson Berrføtt – Norsk biografisk leksikon. Snl.no. Truy cập ngày 29 tháng 7 năm 2013.
4. 1 2  "Geography – Isle of Man Public Services". Bản gốc lưu trữ ngày 26 tháng 5 năm 2012. Truy cập ngày 14 tháng 6 năm 2016.
5. ↑  Archer, Mike (2010). Bird Observatories of Britain and Ireland (ấn bản thứ 2). A&C Black. ISBN 1-4081-1040-7.
6. ↑  
"Snaefell Mountain Railway". Isle of Man Guide. Maxima Systems Ltd. Truy cập ngày 5 tháng 6 năm 2008. From the top on a clear day it is said one can see the six kingdoms. The kingdom of Scotland, England, Wales, Ireland, Mann and Heaven.
7. ↑  
"Snaefell Mountain Railway". visitisleofman.com. Isle of Man Government. Truy cập ngày 5 tháng 6 năm 2008.
8. ↑  "Snaefell Mountain Railway". Best Loved Hotels. Bản gốc lưu trữ ngày 29 tháng 9 năm 2007. Truy cập ngày 5 tháng 6 năm 2008.
9. ↑  "Snaefell Summit". isle-of-man.com. Bản gốc lưu trữ ngày 14 tháng 5 năm 2008. Truy cập ngày 5 tháng 6 năm 2008. It is the answer to the often posed question as to where can one see seven kingdoms at the same time? The seven Kingdoms being the four mentioned by Earl James, the Kingdom of Man, of Earth (in some answers that of Neptune) and of Heaven.
10. ↑  Diane Pfister-Drews. "UW-Milwaukee: Center for Celtic Studies -- Home Page" (PDF). uwm.edu. Truy cập ngày 28 tháng 2 năm 2015.
11. ↑  "Isle of Man Census 2011 – Summary Results" (PDF). Isle of Man Treasury. Isle of Man Government. tháng 4 năm 2012. Bản gốc (PDF) lưu trữ ngày 5 tháng 11 năm 2013. Truy cập ngày 16 tháng 11 năm 2014.

- Russel, G. 1988. Distribution and development of some Manx epiphyte populations. Helgolander Meeresunters. 42: 477 - 492.